# Ramulus wuzhishanense
Ramulus wuzhishanense är en insektsart som först beskrevs av Chen, S.C. och Y. Li 2002.  Ramulus wuzhishanense ingår i släktet Ramulus och familjen Phasmatidae. Inga underarter finns listade i Catalogue of Life.